# 跡部右衛門尉
跡部 重政（あとべ しげまさ）は、戦国時代の武将。

## 生涯
武田信玄に仕え、軍中の使番に任じられた。後に四男の勝頼に付けられて、蜈蚣の指物を許された。天正3年（1575年）の長篠の戦いで戦死した。

## 参考資料
- 『寛政重脩諸家譜 第二輯』國民圖書、1923年4月29日。

| スタブアイコン | サブスタブ | この項目は、まだ閲覧者の調べものの参照としては役立たない、人物に関連した書きかけの項目です。この項目を加筆・訂正などしてくださる協力者を求めています（P:人物伝/PJ:人物伝）。 |